# Anacolia scioana
Anacolia scioana är en bladmossart som beskrevs av Brotherus 1924. Anacolia scioana ingår i släktet Anacolia och familjen Bartramiaceae. Inga underarter finns listade i Catalogue of Life.